# Poul Svendsen
Poul Verner Svendsen (* 21. April 1927 in Kopenhagen; † 2. Januar 2024 in Frederiksværk) war ein dänischer Ruderer.

## Werdegang
Poul Svendsen gewann bei den Olympischen Sommerspielen 1952 in Helsinki zusammen mit Svend Pedersen und Steuermann Jørgen Frantzen die Bronzemedaille im Zweier mit Steuermann. 